# 阿兹特克宗教
阿兹特克宗教指中部美洲原住民阿兹特克人信仰的多神教，通常指墨西加人的宗教，以阿兹特克神话为基础，還帶有一定泛灵论特點。和其他中部美洲宗教一样，阿兹特克宗教的习俗主要包括按照历法安排的一系列宗教仪式，期间会进行活人献祭。阿兹特克宗教是多神教，信仰的神祇来自阿兹特克神话，其中许多神祇是中部美洲民族共同信仰的。阿兹特克宗教活动的核心是向神祇献祭，作为对他们维持生命循环的感激和回报。
阿兹特克神祇在纳瓦语中称为特奥特尔，这也是阿兹特克宗教的核心概念。特奥特尔除指神祇本身外，亦代表着抽象的神性或神力。在阿兹特克诸神中，最受崇拜的当属特拉洛克、克察尔科亚特尔、特斯卡特利波卡和维齐洛波奇特利。

## 宇宙观和创世说
阿兹特克人的创世说认为世界已经经历了四个“太阳纪”，每一个太阳纪都由不同的神祇统领，且都居住有不同的生物。每个太阳纪都因一次大灾难而终结，新的纪元随之开始。在这个过程中，特斯卡特利波卡和克察尔科亚特尔两个神祇互相敌对，不断摧毁对方的创造品。阿兹特克神话认为当今属于第五太阳纪，由一个较小的神祇在篝火中牺牲自己而创造。神祇们必须通过牺牲自己来为太阳提供生命之能，这样才能维持太阳的运转。在阿兹特克人关于地球创造过程的传说中，敌对的特斯卡特利波卡和克察尔科亚特尔两神成为盟友，他们击败了巨型鳄鱼西帕克特利，后者演化为地球。克察尔科亚特尔又和双胞胎哥哥修羅托一同到达地下世界，从那里带回骨骼，交给女神西瓦科瓦特尔将之磨碎并重塑为人形，借由自己提供的血液授予其生命，此即阿兹特克神话中人类的诞生。人类可以割裂西帕克特利的肉体来播种，并承诺献出自己的血液作为回报。
阿兹特克宗教的宇宙观将世界分为十三层天堂和九层地狱，天堂和地狱在地表交合。宇宙形如十字，中心为一火炉，被水所包围，由“双神”奥梅特奥特尔双手托住——奥梅特奥特尔为雌雄同体，被视为诸神的创造者，代表生命和繁殖。每层天堂都和特定的神祇和天体相关联。阿兹特克宇宙观中最重要的天体是太阳、月亮和金星（以“晨星”和“昏星”名义），阿兹特克人又被称为“太阳的民族”。
阿兹特克宗教重视冥世和人死后之事，战死者、被献祭者、经商途中遇害者的灵魂可升至天国；因首次分娩而死的女子成为圣女；其余人死后，灵魂下沉至沙漠底端化为乌有。

## 神祇
阿兹特克文明最有影响的民族墨西加人的主神是维齐洛波奇特利，是太阳神、战神，以人血为食。在墨西加神话中，维奇洛波奇特利指引墨西加人在特斯科科湖的湖心岛建造阿兹特克文明的都城特诺奇蒂特兰。
特拉洛克是雨神，也普遍存在于中部美洲神话，其在农业中的角色非常重要，主宰雨季及旱季，也能带来洪水、冰雹或风暴。
克察尔科亚特尔是羽蛇神，也是中部美洲神话普遍出现的神祇，是祭司知识之神，是邪恶的昏星与善良的晨星之神。
特斯卡特利波卡是至上的神灵力、人类命运的操弄者。其和中美洲其他神祇不一样，不代表任何一种自然力，也不是某个部落的守护神，而是代表世间的无常，是“眼前、当下之主”，并像“夜晚之风”一样无所不在、捉摸不定。
在阿兹特克人的征服扩张中，其他部落信仰的一些神祇亦被纳入阿兹特克神系。例如希佩托特克最初是特拉帕内克人信仰的神祇。

## 宗教与社会
阿兹特克宗教是阿兹特克社会诸多活动的核心。特拉托阿尼是独一无二的政教合一领袖，统辖主管各大神庙的高等祭司。阿兹特克人继承托尔特克人和玛雅人等中部美洲文化的天文学视角，依靠天象作出占卜和预言。历法的各个时辰都有其守护神，人的命运受出生时辰制约。
阿兹特克祭司依照历法组织特定的宗教仪式，核心是献祭。阿兹特克人认为只有牺牲才能推动创造，才能维持宇宙运转，这是阿兹特克人献祭活动的核心哲学。阿兹特克人的宗教仪式非常隆重，一般在特定的庭院举行，参与者登上金字塔祭坛参与献祭，同时载歌载舞，有时以木鼓和陶笛奏乐，并焚香。祭品一般是果品和鲜花；必要时会杀活人祭神。献祭而死者，其尸体会被参与者分食，阿兹特克人认为食用祭品的血肉可获诸神庇佑。
祭司无论出身贵贱，皆自幼经受专门教育。高等祭司即大祭司地位最高，参与执政。高等祭司手下另有一祭司主管首府和外省宗教活动，有两位助手分管礼仪和教育。部分普通祭司有专门的分工，从事雕塑神像、绘制抄本、传达神谕、解释圣书、预言占卜等工作；祭司不婚，但有妇女照管神庙、照料祭司，还负责缝制宗教服装、行医、助产等工作。
奸淫被视为最大罪行，尤其战士被禁止性行为。悔罪者会在献祭仪式上被穿刺耳舌、撕去包皮，取血献祭。

### 书目
- Hvidtfeldt, Arild. . Copenhagen: Munksgaard. 1958.
- Miller, Mary; Karl Taube. . London: Thames and Hudson. 1993. ISBN 0-500-05068-6.
- Nicholson, H.B. . G. Ekholm; I. Bernal  (编). . Austin: University of Texas Press. 1971: 395–446. ISBN 0-292-77593-8.
- Townsend, Richard F.  revised. New York: Thames and Hudson. 2000.
- van Zantwijk, Rudolph. . Norman: University of Oklahoma Press. 1985.
- van Tuerenhout, Dirk. . Santa Barbara, Calif.: ABC-Clio. 2005. ISBN 1-57607-924-4.
- Burland, C. A. . London: Orbis. 1985.
- Brundage, Burr Cartwright. . Austin: University of Texas Press. c. 1979.
- Markman, Roberta H. . Harper San Francisco. c. 1992.
- Carrasco, David. . Greenwood Press, Connecticut. 1998.
- Smith, Michael E. . Blackwell Publishing, UK. 2003.
- Aguilar- Moreno, Manuel. . Facts On File, California State University University, Los Angeles. 2006.